# Oyche Doniz
Oyche Doniz, dawniej Doni, właściwie Łukasz Jamroz (ur. 19 września 1977) – polski raper, autor tekstów i florecista, były członek zespołów Mobbyn i JWP, supergrupy PCP oraz kolektywu HEWRA MOBBYN.

## Życiorys
Jeszcze przed rozpoczęciem działalności muzycznej, Łukasz Jamroz prowadził profesjonalną karierę sportową szermierza-florecisty, a jego największym osiągnięciem był brązowy medal na mistrzostwach Europy w szermierce do lat dwudziestu w 1996 roku w Limoges.
Na przełomie XX i XXI wieku Jamroz (działający odtąd pod pseudonimem „Doni”, alternatywnie „Donald”) dołączył do przekształcającej się z grupy grafficiarskiej w zespół muzyczny formacji JWP. Ta zadebiutowała w 2001 roku na albumie producenckim Świeży materiał Waca, nagranym w składzie Kosi, Doni i Rzemysz utworem „Beztrosko?”, w którym rapował również sam Waco. W następnym roku grupa rozpoczęła prace nad własnym, debiutanckim albumem, które trwały do roku 2007, gdy wydano płytę Numer jeden wróg publiczny. W międzyczasie zespół z Donim w składzie współtworzył supergrupę PCP, z którą zarejestrował album Północ Centrum Południe.
W 2012 roku, po odejściu z JWP, Doni utworzył nowy zespół, Renesens, który w tym samym roku wydał album Progres. Współodpowiedzialny za miksowanie i mastering płyty był Waco, większą część materiału wyprodukowali natomiast nowy członek JWP, Szczur i (udzielający się również wokalnie) Kaz Bałagane, z kolei gościnnie w dwóch utworach udzielił się Bonus RPK, a w jednym Dudek P56.
Wbrew podawanym w różnych publikacjach informacjom, Doni (już jako „Oyche Doniz”) nie był współzałożycielem grupy Mobbyn, gdyż ta powstała poprzez sformalizowanie duetu Kaza Bałagane i Belmonda i poszerzenie go o Dona Poldona. Dołączył do formacji w momencie, w którym współpracowała ona blisko z grupą Hewra jako kolektyw HEWRA MOBBYN, będący de facto jedno formacją, w której granice członkostwa były czysto umowne. Kolektyw rozpadł się w 2016 roku, a Mobbyn (z którego odszedł Kaz Bałagane) ograniczyło się do duetu Belmonda i Oyche Doniza, jako że Don Poldon zdecydował się pozostać w Hewrze.
17 stycznia 2017 roku Mobbyn wydało nakładem Fonografiki swój pierwszy album, który okazał się być kompilacją ściągniętych z platformy YouTube utworów, w znacznej większości wydanych wcześniej z HEWRA MOBBYN. Niejasna kwestia praw autorskich doprowadziła do konfliktu zespołu z wytwórnią, przez co również do tymczasowego zawieszenia jego działalności.
Duet rozpadł się w 2018 roku na skutek sytuacji, w której Belmondo ogłosił w mediach społecznościowych odwołanie kilu wspólnych koncertów, o czym nie poinformował wcześniej ani współpracownika, ani organizatorów (przy czym jeden z występów miał się wkrótce zacząć, a Oyche Doniz był już nawet na miejscu). Między raperami doszło do serii napięć, które eskalował Belmondo, publikując na Instagramie obraźliwe treści pod adresem Jamroza – doprowadziło to do rozpadu zespołu.
Parę miesięcy później, jeszcze w tym samym roku, Belmondo reaktywował Mobbyn z nowym członkiem, raperem GSP. Relacje pomiędzy zreformowaną grupą a Oyche Donizem pozostały napięte do tego stopnia, że w 2019 roku, gdy ten pojawił się na koncercie Mobbyn, doszło do awantury z udziałem GSP, który zaatakował Doniza maczetą, przez co ten miał trafić do szpitala.
W 2021 roku, już po ostatecznym rozpadzie Mobbyn, Oyche Doniz, GSP i raper VVIFI założyli trio GVMBLER oraz zaczęli wydawać single, które miały poprzedzić minialbum PANAMERA HIGLIGHT EP. Do premiery materiału nie doszło, gdyż jeszcze w tym samym roku Oyche Doniz ogłosił zakończenie kariery, dziękując słuchaczom i tłumacząc, że powodem odejścia jest fakt, jakoby polska publika była muzycznie „tysiąc lat za jaskiniowcami”.

## Dyskografia

### Albumy studyjne
| Album                      | Dane                                                   | Pozycja na liście | Uwagi                          | Przypisy      |
| Album                      | Dane                                                   | POL               | Uwagi                          | Przypisy      |
| -------------------------- | ------------------------------------------------------ | ----------------- | ------------------------------ | ------------- |
| Północ Centrum Południe    | - data: 26 kwietnia 2004 - wydawca: Vabank Records     | –                 | z PCP, członek formacji        | [ 15 ]        |
| Numer jeden wróg publiczny | - data: 5 października 2007 - wydawca: EmbargoNagrania | 17                | z JWP, członek formacji        | [ 16 ] [ 17 ] |
| Progres                    | - data: 17 marca 2012 - wydawca: Fonografika           | –                 | z Renesensem, członek formacji | [ 5 ]         |

### Kompilacje
| Album            | Dane                                            | Uwagi                            | Przypisy |
| ---------------- | ----------------------------------------------- | -------------------------------- | -------- |
| HEWRA/MOBBYN.rar | - data: 2016 - wydawca: wydanie własne          | z HEWRA MOBBYN, członek formacji | [ 18 ]   |
| Mobbyn           | - data: 17 stycznia 2017 - wydawca: Fonografika | z Mobbyn, członek formacji       | [ 19 ]   |

### Występy gościnne
Źródło
| Rok  | Album                               | Utwór                                                   |
| ---- | ----------------------------------- | ------------------------------------------------------- |
| 2002 | Intoksynator – Wielkie hity         | „Galimatias” (gościnnie: Doni, Kosi)                    |
| 2002 | WSZ-CNE – Te-Rap-Ja                 | „Nerwy” (gościnnie: Foster, Doni)                       |
| 2005 | U ciebie w mieście 2                | Ero, Foster, Kosi, Doni – „Żyje… 2”                     |
| 2011 | Kaz Bałagane – Czorty i inne sporty | „Się nie nudzę” (gościnnie: Doni, Panicz)               |
| 2012 | Kaz Bałagane – Hugo Bucc            | „Pyk do kielona” (gościnnie: Belmondziak, Doni, Panicz) |
| 2016 | Kaz Bałagane – Radio Gruz           | „Co tam” (gościnnie: Oyche Doniz)                       |